# 世尊寺経朝
世尊寺 経朝（せそんじ つねとも）は、鎌倉時代中期の公卿・能書家・歌人。権中納言・広橋頼資の子で、世尊寺行能の養子。官位は正三位・左京権大夫。世尊寺家の第9代目当主。

## 経歴
貞永元年（1232年）8月21日、摂津守に任じられる。文暦2年（1235年）正月23日、住吉大社での何らかの功により、従五位上に昇叙。延応元年（1239年）正月27日、正五位下に昇叙。（菅原在頼の後任と思われる）仁治2年（1241年）7月17日、従四位下に昇叙。翌年の11月6日、左京権大夫に任じられる。寛元3年（1245年）6月22日、淡路守に任じられる。宝治2年（1248年）正月6日、従四位上に昇叙。建長7年正月5日、正四位下に昇叙（曦子内親王に給与された）。弘長元年（1261年）9月26日、従三位に昇叙。文永6年（1269年）3月27日、正三位に昇叙。
建治2年（1276年）2月2日、美濃国にて亡くなる。
建治元年（1275年）に世尊寺家の書法に関する秘伝28条を簡単に記した書である「心底抄」を書いて安達泰盛に与えた。